# Tina Bachmann (hockeyster)
Tina Bachmann (Mülheim an der Ruhr, 1 augustus 1978) is een Duitse hockeyspeelster. Sinds 2008 speelt ze in Nederland. Haar vader Hans-Gerd Bachmann won als hockeyer de Europese titel in 1978.
Bachmann, wier vader ook een begenadigd hockeyer was, begon op jonge leeftijd met hockeyen bij Uhlenhorst Mülheim. Via Club Raffelberg (Duisburg) kwam zij vanaf 2004 te spelen voor Eintracht Braunschweig. In 2008 kwam de inmiddels geroutineerde Bachmann naar Nederland om in het eerste van Laren te spelen. Een seizoen later stapte ze over naar Oranje Zwart dat toen net naar de Hoofdklasse was gepromoveerd. In het veld is de positie van Bachmann zowel in de verdediging als op het middenveld.
Met de Duitse hockeyploeg beleefde Bachmann successen in 2004 toen bij de Olympische Zomerspelen in Athene goud werd gewonnen. In 2007 en ook 2013 werd ze Europees kampioen met de Duitse ploeg.

## Erelijst
- 1996 –  Europees kampioenschap U21 in Cardiff
- 1998 –  Europees kampioenschap U21 in Belfast
- 2002 – 7e WK hockey in Perth
- 2004 – 4e Olympisch kwalificatietoernooi in Auckland
- 2004 –  Olympische Spelen in Athene
- 2004 –  Champions Trophy in Rosario
- 2005 –  Europees kampioenschap in Dublin
- 2005 – 5e Champions Trophy in Canberra
- 2006 –  Champions Trophy in Amstelveen
- 2006 – 8e WK hockey in Madrid
- 2007 –  Champions Trophy in Quilmes
- 2007 –  Europees kampioenschap in Manchester
- 2008 –  Champions Trophy in Mönchengladbach
- 2008 – 4e Olympische Spelen in Peking
- 2009 – 4e Champions Trophy in Sydney
- 2009 –  Europees kampioenschap in Amstelveen
- 2010 – 4e Champions Trophy in Nottingham
- 2010 – 4e WK hockey in Rosario
- 2013 –  Europees kampioenschap in Boom
- 2013 – 7e World League in Tucuman
- 2014 – 8e WK hockey in Den Haag

- Gemeinsame Normdatei: 1034657984
- Virtual International Authority File: 302173243